# Maxus G20
Maxus G20 – samochód osobowy typu van klasy średniej produkowany pod chińską marką Maxus od 2019 roku.

## Historia i opis modelu

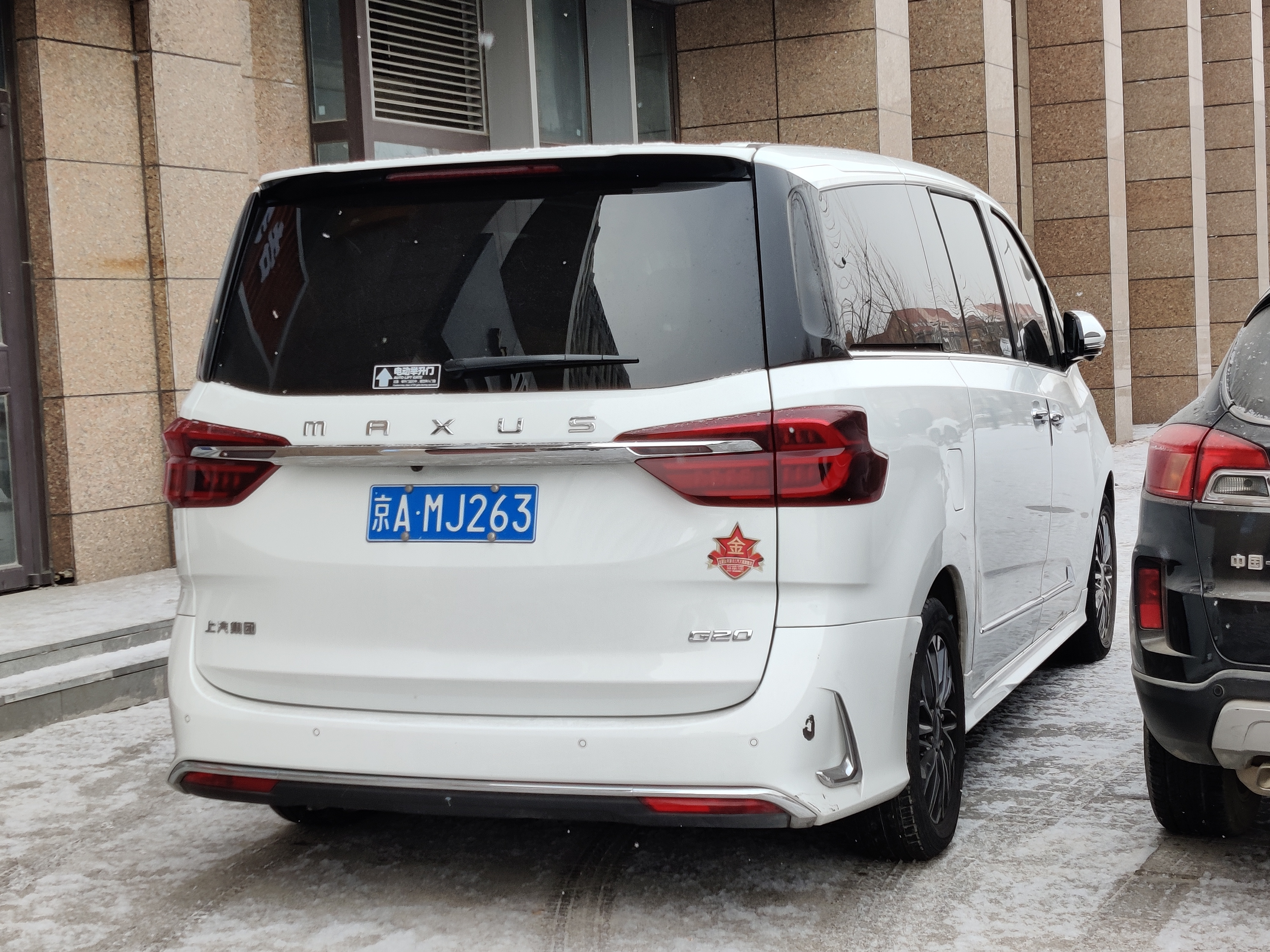
Maxus G20 – tył

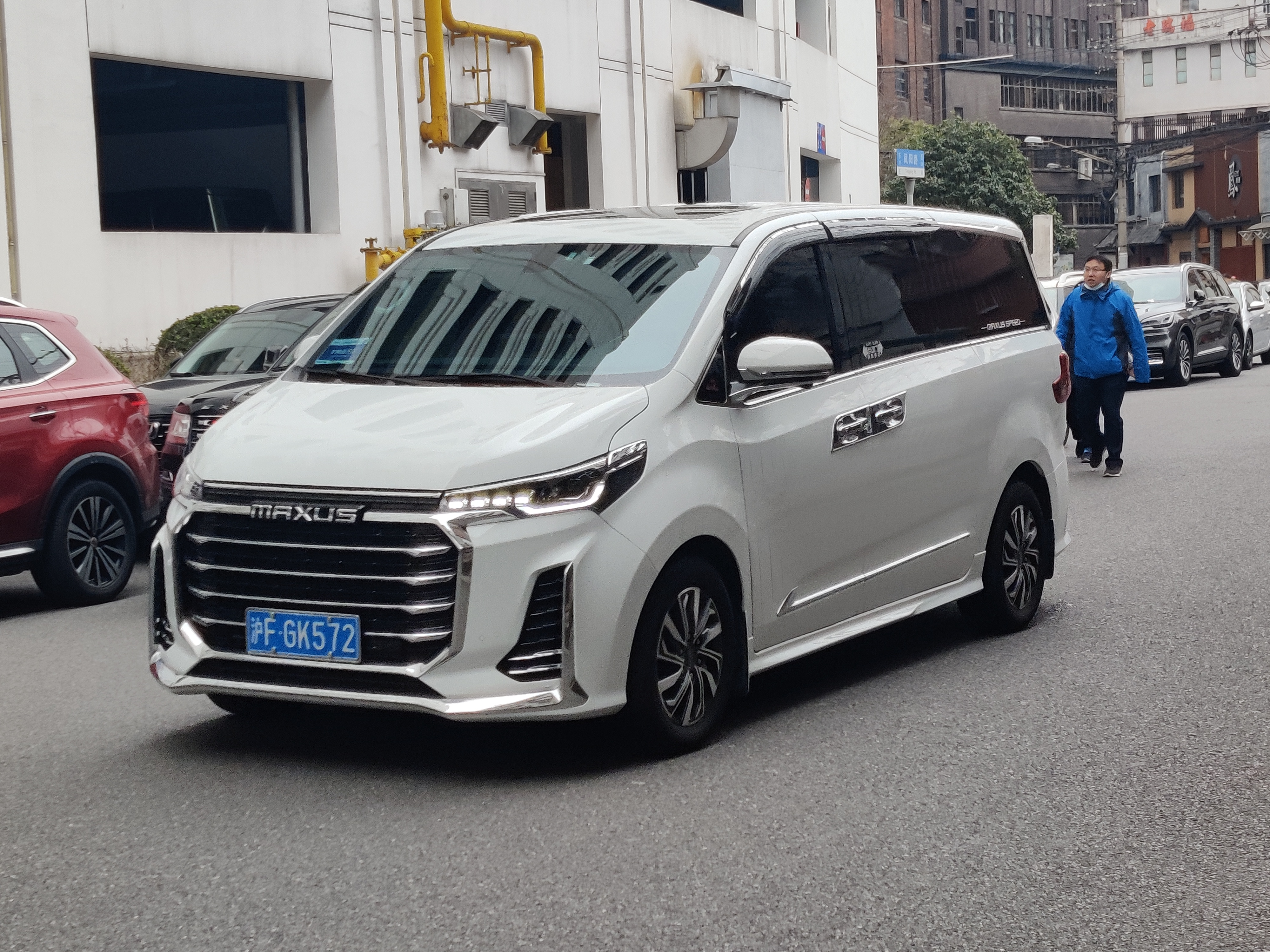
Maxus G20 po liftingu

Maxus G20 zadebiutował w kwietniu 2019 roku podczas Shanghai Auto Show jako nowocześniejsza i bardziej luksusowa alternatywa wobec modelu G10, będąc de facto jego głęboko zmodernizowanym wariantem, dzieląc bryłę nadwozia, płytę podłogową i podzespoły techniczne. 
Wzorem równolegle debiutującego SUV-a D60, samochód zyskał pas przedni z wysoko umieszczonymi, wąskimi reflektorami, a także dużą sześciokątną atrapą chłodnicy zdobioną chromem. W zderzakach wygospodarowano dodatkowo miejsce na diodowe paski LED do jazdy dziennej. 
W kabinie pasażerskiej umieszczono dwa fotele drugiego rzędu siedzeń z regulowanym kątem nachylenia, a także podłokietnikami oraz wsparciem nóg.

### Euniq 7
We wrześniu 2020 roku Maxus przedstawił w pełni elektryczny wariant G20, zasilający nową linię modelową pojazdów o takim napędzie nazwaną Maxus Euniq 7. W przeciwieństwie do pozostałych modeli z tej linii samochód napędzają ogniwa wodorowe ukryte pod podłogą. Dzięki nim pojazd wyposażony w 204-konny silnik elektryczny może przejechać na jednym ładowaniu ok. 600 kilometrów według chińskiego cyklu pomiarowego NEDC.

### Mifa
W sierpniu 2022 wariant eleketryczny zdecydowano się zastąpić modelem o napędzie w pełni wodorowym, będą flagowym produktem nowej gamy jako po prostu Mauxs Mifa. Samochód wyposażono w trzecią generację technologii obsługującej ogniwa paliwowe, ofeurując ok. 605 kilometrów zasięgu z pełnym zapełnieniem wodorem. Pod kątem wizualnym samochód wyposażono w dwubarwne malowanie nadwozia, z charakterystyczną białą tonacją u góry.

### Lifting
W lutym 2021 roku Maxus przedstawił model G20 po restylizacji, który przyniósł zmodyfikowany kształt zderzaka z pionowymi lampami LED do jazdy dziennej oraz nową nazwę – Maxus G20 Plus. Ponadto zmodyfikowano kształt tylnego zderzaka, a także wyposażono kabinę pasażerską w nowocześniejszy system multimedialny z wyświetlaczami zamontowanymi na desce rozdzielczej i podsufitce. 

### Silniki
- R4 2.0 l T-GDI
- R4 2.4 l
- R4 1.9 l Multijet